# Тиллер, Брайсон
Брайсон Джуан Тиллер (англ. Bryson Djuan Tiller; род. 2 января 1993, Луисвилл, Кентукки) — американский певец, автор песен и рэпер. Его дебютный студийный альбом, T R A P S O U L, выпущен 2 октября 2015.

## Ранние годы
Брайсон родился 2 января 1993 года в Луисвилле, штат Кентукки. У него есть четыре брата. В возрасте 4-х лет его мать умерла, и их воспитанием занялась бабушка. После того, как Тиллер покинул школу, он работал в пиццерии Papa John’s и UPC.

## Музыкальная карьера

### «T R A P S O U L» (2015)
Тиллер получил огромную популярность в интернете после выпуска своего сингла «Don't», который первоначально был опубликован на его странице в SoundCloud. Знакомство с продюсером Тимбалэндом и Дрейком привело Брайсона к сделкам с несколькими лейблами, в конце концов выбрав и подписав контракт с RCA Records.

## Стиль
Говоря о своем музыкальном стиле, Брайсон сказал: «Это просто трэп и хип-хоп под влиянием R&B, идеальный брак между хип-хопом и R&B». Наибольшего влияние на Тиллера оказали Омарион, R. Kelly, The-Dream, Лил Уэйн, Крис Браун и Дрейк. Критики сравнивают стиль Тиллера с Jeremih, Дрейком, PartyNextDoor и Тори Лэйнзом.

## Личная жизнь
Есть дочь по имени Харли.

## Дискография

### Альбомы
- 2015 — T R A P S O U L
- 2017 — True to Self
- 2020 — A N N I V E R S A R Y

### Микстейпы
- 2011 — Killer Instinct Vol.1

### Синглы
- 2015: Don't
- 2015: Exchange
- 2015: Sorry Not Sorry